# Digonogastra obtusicampus
Digonogastra obtusicampus är en stekelart som först beskrevs av Günther Enderlein 1920.  Digonogastra obtusicampus ingår i släktet Digonogastra och familjen bracksteklar. Inga underarter finns listade i Catalogue of Life.